# جورج كوبر باردي
وهو سياسي أمريكي ينتمي إلى الحزب الجمهوري ولد جورج كوبر باردي في 25 تموز - يوليو من سنة 1857 في سان فرانسيسكو في ولاية كاليفورنيا الأمريكية كان باردي عمدة مدينة اوكلاند في ولاية كاليفورنيا الأمريكية في الفترة ما بين 13 أذار - مارس من عام 1893 إلى 10 أذار - مارس من عام 1895 شغل جورج كوبر باردي منصب حاكم ولاية كاليفورنيا الأمريكية ما بين 7 كانون الثاني- يناير من سنة 1903 إلى 9 كانون الثاني - يناير من عام 1907 توفي جورج كوبر باردي في 1 أيلول - سبتمبر من سنة 1941 في ولاية كاليفورنيا.